# Grzegorz Forkasiewicz
Grzegorz Paweł Forkasiewicz (ur. 18 września 1970 w Staszowie) – polski samorządowiec, od 2002 do 2024 wójt gminy Rytwiany.

## Życiorys
Ukończył studia na Wydziale Zarządzania i Administracji Akademii Świętokrzyskiej w Kielcach oraz studia podyplomowe na Wydziale Ekonomicznym Wyższej Szkoły Ekonomii i Administracji w Kielcach.
Był radnym gminy i zastępcą wójta gminy Rytwiany w kadencji 1998–2002. Od 2002 sprawuje urząd wójta gminy Rytwiany. W 2002 zwyciężył w pierwszych bezpośrednich wyborach na to stanowisko, pokonując w pierwszej turze Mieczysława Madeja. W wyborach w 2006 z powodzeniem ubiegał się o reelekcję, znów wygrywając w pierwszej turze (tym razem z Wiesławem Woszczyną). W 2010 został ponownie wybrany, tym razem pokonując w pierwszej turze Marka Legawca. W wyborach samorządowych w 2014 odnowił mandat, będąc jedynym zgłoszonym kandydatem. W 2018 został wybrany w pierwszej turze głosowania na kolejną kadencję, pokonując w niej dwóch kontrkandydatów.
W wyborach parlamentarnych w 2011 kandydował do Sejmu z 13. pozycji listy Prawa i Sprawiedliwości w okręgu świętokrzyskim, otrzymał 3836 głosów i nie uzyskał mandatu. W 2014 mógł objąć mandat poselski zwolniony przez Jarosława Rusieckiego, lecz odmówił, motywując to zbyt krótkim czasem do zakończenia kadencji Sejmu. W latach 2021–2023 był członkiem ugrupowania Polska 2050. W 2024 nie uzyskał reelekcji w wyborach na urząd wójta, przegrywając z Przemysławem Brozińskim.

## Życie prywatne
Żonaty z Moniką, mają syna Mikołaja.

## Odznaczenia
- Złoty Krzyż Zasługi (2017)[13][14]
- Srebrny Krzyż Zasługi (2008)[15]
- Brązowy Krzyż Zasługi (2004)[16]